# NXT UK Women’s Championship
Die NXT UK Women’s Championship (zu deutsch NXT Britische Meisterschaft der Frauen) war ein Frauen Wrestling-Titel der US-amerikanischen Promotion World Wrestling Entertainment (WWE). Der Titel wurde hauptsächlich an weibliche Einzelwrestler des NXT UK-Rosters vergeben. Der Titel wurde in der ersten Nacht des United Kingdom Championship Tournament eingeführt.
WWE hatte ursprünglich im Dezember 2016 Pläne für eine in Großbritannien ansässige Show angekündigt, aber erst Mitte 2018 wurde NXT UK offiziell etabliert. Der erste Titelträger, Rhea Ripley wurde am 18. Juni 2018 gekrönt. Am 4. September 2022 wurde bei Worlds Collide der Titel mit der NXT Women's Championship vereinigt, wodurch der Titel offiziell eingestellt wurde und Meiko Satomura als letzte Titelträgerin anerkannt wurde.

## Geschichte
Die NXT UK Women’s Championship wurde am 18. Juni 2018 beim United Kingdom Championship Tournament angekündigt. Der Meisterschaftsgürtel wurde während der Aufnahmen von NXT UK am 25. August enthüllt. Das Design ist fast identisch mit der NXT UK Championship. Wie bei der NXT UK Championship ist die Mittelplatte dem königlichen Wappen des Vereinigten Königreichs nachempfunden. Der Gurt ist wie bei der Raw und SmackDown Women’s Championship weiß und kleiner als der der Männer. Am 26. August 2018 durfte Rhea Ripley gegen Toni Storm das Finale eines Turniers um den Titel gewinnen. Dadurch wurde sie zur ersten NXT UK Women’s Championesse gekrönt.

## Liste der Titelträger
| # | Titelträger     | Nr. | Tage | Datum             | Ort                 | Veranstaltung       | Anmerkung |
| - | --------------- | --- | ---- | ----------------- | ------------------- | ------------------- | --- |
| 1 | Rhea Ripley     | 1   | 139  | 18. August 2018   | Birmingham, England | NXT UK              | Gewann das Turnier um die erste Championesse zu werden, hierfür besiegte sie Toni Storm. |
| 2 | Toni Storm      | 1   | 231  | 12. Januar 2019   | Blackpool, England  | TakeOver: Blackpool | |
| 3 | Kay Lee Ray     | 1   | 649  | 31. August 2019   | Cardiff, Wales      | TakeOver: Cardiff   | |
| 4 | Meiko Satomura  | 1   | 451  | 10. Juni 2021     | London, England     | NXT UK              | |
| — | Titel vereinigt | —   | —    | 4. September 2022 | Orlando, Florida    | Worlds Collide      | Mandy Rose besiegte Meiko Satomura und Blair Davenport in einem Triple-Threat-Match, um die NXT Women's Championship und die NXT UK Women's Championship zu vereinen. Die NXT UK Women's Championship wurde eingestellt und Meiko Satomura wurde als letzter Champion anerkannt. Mandy Rose wurde zur Unified NXT Women's Champion. |